# 앨런 김
앨런 S. 김(영어: Alan S. Kim, 한국어: 김선, 金善, 2012년 4월 23일 - )은 한국계 미국인 아역 배우이다. 영화 《미나리》로 데뷔하여, 주인공 한인 부부의 막내아들 데이비드 역으로 출연했다.
그는 현재 캘리포니아주 어바인에 거주하고 있다. 누나인 얼리사(Alyssa)는 아역 뮤지컬 배우로 활동하고 있다.

## 출연 작품

### 영화
- 2024년 이프: 상상의 친구 - 벤자민 역

## 수상 내역
- 제 26회 크리틱스 초이스 시상식	신인배우상 미나리
- 제 19회 워싱턴비평가협회상	아역연기상 미나리